# Edmund Curtis
Pour les articles homonymes, voir Curtis.
Edmund Curtis (1881–1943) est un historien britannique dont les travaux portent essentiellement sur le Moyen Âge et notamment sur l'histoire de l'Irlande, son pays d'origine.

## Biographie
Edmund Curtis naît le 25 mars 1881 à Bury, Lancashire, dans une famille d'origine irlandaise. Il est le cinquième enfant de Francis Curtis, un dessinateur en architecture originaire de Rathmullan dans le Comté de Donegal, et de Elizabeth Elliott, originaire de Belfast.
Il fit ses études au Trinity College de Dublin où il enseignera l'histoire durant vingt-neuf ans. Il fut également lecturer en histoire à l'université de Sheffield.
Il meurt à Dublin le jour de son soixante-deuxième anniversaire, le 25 mars 1943.

## Œuvres
- Roger of Sicily and the Normans in Lower Italy : 1016-1154. New York : G.P. Putnam's Sons, 1912.
- A History of Medieval Ireland from 1086 to 1513, Dublin, 1923.
- Richard II in Ireland : 1394-5, Oxford, Clarendon Press, 1927.
- A History of Ireland. London : Methuen & Co., 1936.